# Mazz Art
Mazz Art è un movimento artistico che ha avuto la sua origine a Torino nel 1980.
Si distingue da street art e dal mero graffitismo urbano per i tratti caratteristici che le impongono, come ‘espressione di una personalità collettiva’, gli stessi fondatori del movimento, Nicola Arena, Massimo Barbero, Giovanni Casetta, Luigi Casetta, Ernesto Curiale, Marco Fadda, Stefano Gastaudo, Sergio Rubino, Toni Vercelli, che operano nel territorio e nel loro privato artistico come randagi eroi che, quando è necessario, rifanno il maquillage alla città per mezzo di un lavoro di contro-oltraggio ipermediterraneo, ad esprimere le risultanze di un ambiente che è cambiato, arricchito instancabilmente dalla presenza attiva delle molteplici subculture nazionali e impreziosito dagli innesti fruttiferi che provengono dagli incroci delle idee artistiche a livello internazionale.
L'intuizione che segna il concepimento dell'intenzione riproduttiva di Mazz Art sta nell'osservazione, inevitabile per l'indigeno metropolitano, che la de-composizione delle opere caduche ha da diventare humus, per una ri-composizione di teorie evolutive che stravolgano l'equivoco secolare dell'immobilità cittadina. E così, nel periodo in cui nuovi paradigmi intervengono a riconoscere l'ordine intrinseco del caos apparente, il graffitismo murale della Mazz Art, spesso limitato inizialmente alla pura affermazione di sé, getta i semi e traccia i segni di un nuovo connessionismo cromatico capace di riflettere identità e differenze propositive di una rete sociale, in grado di occupare mediante pennellate umorali e passeggere i non-luoghi contraddistinti dal ritmo postindustriale del silenzio e della rovina.
Ma, proprio quando l'arte del video e dei colori della musica approdano finalmente in Europa e rimpiazzano definitivamente la carità unicamente natalizia delle fantasmagorie disneyane, la Mazz Art, consapevole di rappresentare un'idea di partenza, intanto che concepisce i lampi dei pappagalli e colibrì che declineranno irrimediabilmente nell'assenza di luce imposta dalle autorità alle impronte della Pantera, ribadisce il carattere di transitorietà stilistico, suo e di tutte le arti che hanno da mutare, per emanciparsi da ogni possibile fond de l'air ideologico.
Le opere prodotte durante il periodo di attività della Mazz Art, contengono i tratti delle storie personali e partecipative dei performers e ne raccontano le anime, ognuna delle quali presa singolarmente ha – fatto curioso – affinità con un preciso colore dell'iride dal rosso di Curiale all'arancione di Fadda e al giallo di Arena, dal verde di Barbero al blu di Vercelli, dall'indaco di Rubino e Gastaudo al viola di L. Casetta.
Il momento mitico delle origini del movimento della Mazz Art e del suo spirito unitario, sta nell'opera collettiva espressa nella spettacolare e illuminante mostra off che ebbe la sua location logica nel centro stesso del colore, all'interno del vasto colorificio abbandonato e in stato di rovina nel Lungodora Savona di Torino. Di tale installazione, rimangono il ricordo tramandato dalle fotografie di Giovanni Casetta e un video musicale e documentario a colori della durata di 12', “Bagetto/Mazz-Art” realizzato nel 1983 da Armando Ceste (regia) musica di Claudio Bagetto, interpretato da Maddalena Grieco.
Risultano invece disperse, quasi dimenticate nel tempo e nello spazio, a causa di eventi naturali o per interventi di recupero urbano oltre che per l'impossibilità di dare loro un prezzo che le collochi nel mercato automatizzato di una critica programmaticamente daltonica, le innumerevoli tracce lasciate sul territorio dagli artisti del movimento torinese.
La Mazz Art dura ufficiosamente due decenni, ma le performance individuali, pur silenziosamente, si confermano e si ripetono fino al presente, a mantenere tonalità di brillantezza mimetizzate o nascoste nel grigio di una città che solo periodicamente si ravviva a seconda degli eventi decisi dall'alto dei poteri che ancora nel 2012, nei giorni che cadenzano la movida forzata, non comprendono quanto la fantasia e l'immaginazione del capoluogo piemontese abbiano ormai superato la dipendenza dalla tecnica del metallo e vogliano scrollarsi di dosso le conseguenze sottili delle polveri di ricaduta.
Oltre ai fondatori del gruppo, hanno operato nell'ambito del movimento anche altri artisti e creativi con partecipazioni estemporanee o transitorie. Tra i principali collaboratori di Mazz Art: Roberto De Pasquale, Liliana Meduri, Daniele Origlia, Claudio Corona.

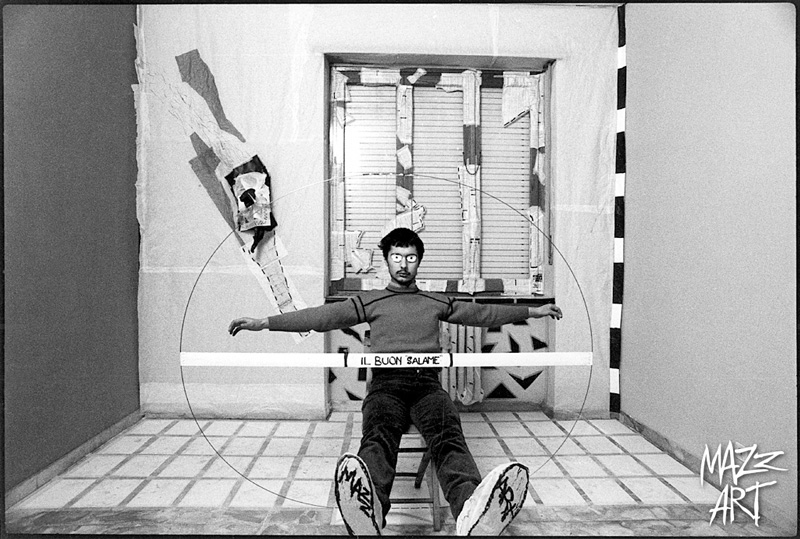
Il Buon Salame
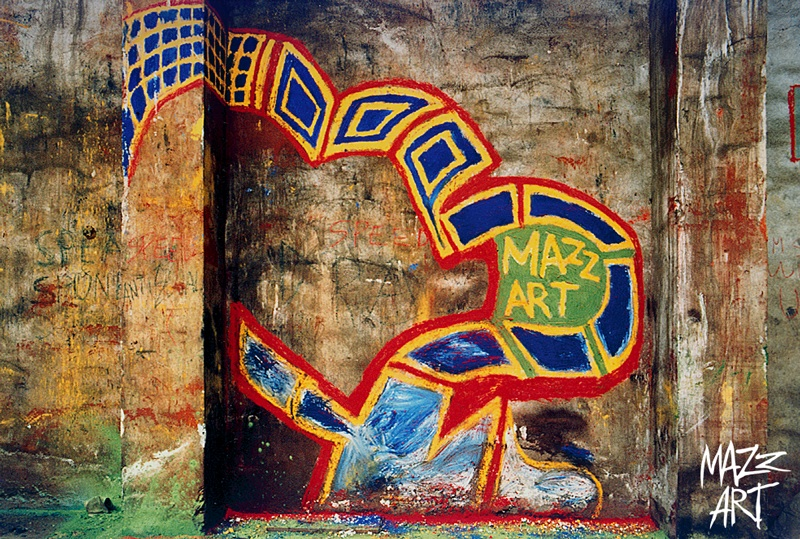
Particolare Murale Fabbrica Lungodora